# 須田勝也
須田 勝也（すだ かつや、1982年7月7日 - ）は、日本の男性声優、ナレーター、紙芝居師、ディレクター。千葉県出身。愛称は「かっちゃん」。パワー・ライズ所属。2017年のイベントをきっかけに落語家の三遊亭遊喜に師事し、『鯨屋七夕』と言う高座名で落語にも取り組んでいる。

## 概要

### 経歴
- 最初に演技を教わったのは、声優のくじらである。
- くじらが座長を務める『だみ声まつり』に第二回公演から出演するようになり、以後、『だみ声まつり』の流れを汲む『チャーリーズヘンジェル』にもレギュラーメンバーとして出演している。
- 『だみ声まつり』の出演をキッカケに、他の出演メンバー（石原慎一、津久井教生、YOKO、斎藤こず恵など）が主宰する舞台やイベントに出演する機会が増えていった。
- 津久井教生主催の朗読ライブ『絵空事計画』で共演した倉田雅世がプロデュースしている萌え紙芝居イベント『もえかみ！』に、唯一の男性メンバーとして出演している（2011年5月時点）。
- 『もえかみ！』がキッカケで笹本優子主催の『出張#bar_yuko〜阿佐ヶ谷店〜』（2011/5/4）にも声優・紙芝居師として出演した。
- 倉田雅世が倉嶋らむね名義で所属している渋谷画劇団とも関わりがある。
- 声優としては、乙女ゲームやBL作品の声を担当することが比較的多い。
- 自然な優しい声が特徴で、幼児向けの作品やお兄さん役を担当する事が多い。
- 『第1回全日本紙芝居・作品コンテスト！in あらかわ受賞作品発表口演 〜MANKAIかみしばい祭〜』にて、一般部門の大賞作品を自前の天狗の衣装で口演し、その模様が2012年3月23日発売の東京新聞に写真付きで掲載された。
- 2014年、2015年、2016年水天宮の節分祭にて、古典の登場人物のような衣装を纏い、西村ちなみと紙芝居口演をしている。
- 2016年5月より、株式会社コトリボイスに所属。
- 2024年8月31日、コトリボイス解散に伴い[2]フリー期間を経て[3]、12月よりパワー・ライズに所属[4]。

### 人物
- モンスターハンターシリーズ、サッカー好きである。
- 料理が好きで、「須田めし」と称して、写真をよくTwitterにアップしている。
- トリックスター召喚士になりたいのラジオ企画で考え出した「サボにゃんS」というオリジナルキャラクターを持っており、写真をアップする際に一緒に写す事がある。

## 出演作品

### テレビアニメ
- 『NARUTO -ナルト-』（少年忍者）
- 『遙かなる時空の中で3』（平家兵、他）

### 劇場アニメ
- 『スクライド オルタレイション TAO』（隊員）
- ケンダマスター拳（2021年、アナウンサー、死神）

### その他アニメ
- 『平城遷都1300年祭「遣唐使シアター」』（僧）

### ゲーム
- 『Cresteaju』（エド）

- 『シェンムーⅢ』

- 『殺人探偵ジャック・ザ・リッパー』（アドラメリク）
- 『ＫＯＴＯＤＡＭＡ』（九条サツキ）
- 『ニル・アドミラリの天秤 クロユリ炎陽譚』
- 『Song of Memories』
- 『少女とドラゴン PS Vita版』（ジャンベール）
- 『紫の焔』（鷹司アキト）*主人公
- 『あすか！〜僕ら星灯高校野球団〜』（沢口優大）
- 『仁義無き乙女』
- 『星の王女-宇宙意識に目覚めた義経-』（藤原泰衡、他）
- 『星の王女 光のつばさ』（ノエル・ヴェノム）
- 『星の王女 光のつばさ-恋のパティシエ-』（ノエル）
- 『夢をもう一度』（金剛風太・雷太）
- 『夢をもう一度-幸福の風-』（金剛風太・雷太）

### ソーシャルゲーム
- 『馬神さまっ！』（甲斐）
- 『ファントムミラー』（灯籠爺）
- 『君はヒーロー』（坂下大尉）
- 『社長の野望』

- 『アルカディアコード』（ヴァルト）
- 『少女とドラゴン』（ジャンベール）
- 『レムリア ～Strada Of Chain～』（白羊・ヘクター・セルヴェロ・ラグナ）
- 『トリックスター召喚士になりたい』（イオン、シオン、エドワード、エース、氷河、レディアン）
- 『エルソード』（ゼロ）
- 『三国志ディフェンちゅ』（張郃、司馬懿）
- 『やまとまほろば地魂これくしょん』（駿河[5]）

### ドラマCD
- 『ghostpiaラジオドラマ』（警部）

- 『月下美人』（十文字大）
- 『ヘタリア Axis Powers キャラクターCD Vol.8 中国』（カップル男、他）※ドラマパート
- 『ポルノスーパースター』（男性社員・同級生3）
- 『前線基地から愛を込めて』（所長）

### ナレーション
- 集英社「マワシヨミジャンプ」webCM
- LIFE GOES ON

- 美の壺「”光のそら”」（顔石）
- 美の壺「いい感じの”石ころ”」（顔石）
- ハッシャダイ「ヤンキーインターン」（PR動画ナレーション）
- 『株式会社ライジングホームス』（PVナレーション）
- TV埼玉 音楽情報バラエティ 『ガッツだぜっ！！』（メインナレーション）

### ラジオ
- 『うえ☆すだラジオ』ＦＭうらやす』（ラジオパーソナリティ）

### アプリ
- Katakana Dictionary
- ゆめあるお子様向けアプリ『おしゃれごっこ』（靴屋）
- ゆめあるお子様向けアプリ『くるくるお寿司屋さん』（大将）
- ゆめあるお子様向けアプリ『つかまえよう！おにごっこ』（クマさん）

### モーションコミック
- 『貧乳マイクロビキニーソ』（前田杏介）
- 『ゆるゆる戦国絵巻～徳川家康編～』（家康くん）
- 『Ｊ子さんと僕』（阿栄和）
- 『ダックスくんとコーギー 』（ナレーション）
- 『もぐらの御かぞくさま御いっこう 』（末弟）
- 『台北動物奇譚』（長梓）
- 『乙女病』（黒川先輩）
- 『U・U・A・A 』（倉田）
- 『やしろあずきの人生ギャグ漫画』
- 『マリーちゃんとぼく』

### 舞台
- Stinkyシリーズ
  - 『第3回stinky公演-B面で恋して-』（杉山翔太）
  - 『第4回stinky公演-コスモス-』（小松享平）
  - 『第5回 stinky公演-白い蝶の産婆-』（越智文雄）
- だみ声まつりシリーズ
  - 『だみ声まつりvol.2〜真夏の狂想曲』（転換園児〜s）
  - 『だみ声まつりエピソード3 Shall We WARS!?ダミの復讐』（サラ金スカイウォーカー）
  - 『だみ声まつりエピソード4 ダミンチコード人類最大の謎に挑む！』（富藩楠）
  - 『第5回だみ声まつりファイナル犬だみ家の一族』（金太一耕介）
- チャーリーズヘンジェルシリーズ
  - 『チャーリーズヘンジェル』（火照満）
  - 『第2回 チャーリーズヘンジェル』（信田信夫）
  - 『第3回 チャーリーズヘンジェル』（堀越譲二）
- その他
  - 『サビシイヒトビト-愛愛男女若老-』

### イベント
- コトリボイスプレゼンツ
  - 『リーディングライブ in 仙川』（演出・出演）
  - 『リーディングライブ in 仙川 vol.2』（演出・出演）
- 絵空事計画
  - 『絵空事計画 秋のライブ説〜く！』
  - 『絵空事計画 感謝祭 大節電朗読会・桜』
- 香坂千晶プロデュース
  - 『忘年会２０１７』
  - 『忘年会２０１８』
- 三好りえプロデュース
  - 『初笑い 三好りえ お笑い企画』（落語）
  - 『三好りえ　お笑い企画 第二弾』（落語）
  - 『りえちゃん、かっちゃんのやらんのかーい』（朗読）
- Kana☆Rie企画　
  - Kana★Rie 朗読と音楽Vol.14 ♪～御縁を大切に大感謝祭～♪
  - Kana★Rie 朗読と音楽Vol.15 ♪～激熱大感謝祭～♪
- 渋谷画劇団 Presents もえかみ！
  - 『もえかみ！学園〜はじまりはじまり♪〜』（謎の転校生）
  - 『もえかみ！学園〜マカロン☆ぱるふぇ登場！〜』（謎の転校生）
  - 『もえかみ！夏祭り 2011』
- 『出張#bar_yuko〜阿佐ヶ谷店〜』（笹本優子主催のチャリティーイベント）
- 『ユキクラのモモ色クリスマス☆ぷち大作戦！』（謎のトナカイ男）
- 『和田山B´グルメ＆ダンス・フェスタ2012』（MC）

### CM
- 『健生学園東日本医療専門学校』（ナレーション）
- 『朝日ホーム』（劇場用CM）

### その他
- 『トリオDEラジオ』（インターネットラジオ 第1-22回放送に出演）
- 『恭子とりえのぶっちゃけRadio!- 第11回』（ニコ生ゲスト）
- 『アニメレディオ』（ラジオゲスト）
- 『トリスタラジオ 第五回』（ラジオゲスト）
- 『KIRIN プラズマ乳酸菌 PV』（NK細胞）
- ゆめある動く絵本シリーズ（桃太郎・こぶとりじいさん・金太郎・おむすびころりん）
- 手遊び童謡　『おにのパンツ』（歌唱）
- 『水霧けいとの本日ハ晴天ナリ☆ 第104回』（ニコ生ゲスト）
- 『カモナマイハウス』（ラジオゲスト）
- 『まりの小部屋』（ラジオゲスト）
- 『〜お笑い実験アニメ番組〜アニメミュージックステーション』（ラジオゲスト）

### 紙芝居
- 『途中下車ぶらり旅』（2011/4/2 放送）
- 『第一回全日本紙芝居・作品コンテストinあらかわ』 一般部門・大賞作品を口演
- 『第19回 鉄道フェスティバル』
- 『2014年 水天宮節分祭』
- 『2015年 水天宮節分祭』
- 『2016年 水天宮節分祭』
- お台場デックス東京ビーチ 台場一丁目商店街
- アリオ橋本
- ワンズモール 稲毛店
- 『深大寺 夕涼み会』鬼太郎茶屋

## 演出作品

### モーションコミック
- 『カフェちゃんとブレークタイム』
- 『Ｊ子さんと僕』
- 『ダックスくんとコーギー 』
- 『僕と宇宙人』
- 『刀遊記』
- 『願望販売機』
- 『しゃにうさ』
- 『30秒ホラー イヌギキ』
- 『THE LIFE』
- 『テレキネシス』
- 『よみきり』
- 『Wiz～ニセ魔法使いの事件簿～』

### ゲーム
- PV版『Back in 1995』